# MTV Classic (Estados Unidos)
MTV Classic (anteriormente conhecida como VH1 Smooth, VH1 Classic Rock e VH1 Classic) é um canal de televisão por assinatura americano, pertencente à Paramount Media Networks, da Paramount Global. Foi originalmente lançado em 1998 como VH1 Smooth, um canal voltado aos gêneros smooth jazz e adulto contemporâneo. Foi relançado como VH1 Classic Rock em 1999, com ênfase no rock clássico, sendo renomeado depois para simplesmente VH1 Classic. Em 1º de agosto de 2016, em homenagem ao 35º aniversário da MTV, o canal foi renomeado como MTV Classic, e agora exibe exclusivamente videoclipes de todos os gêneros dos anos 1980 aos anos 2010.
A MTV Classic tem uma grande biblioteca de videoclipes, muitas vezes exibindo videoclipes especiais de trilhas sonoras de filmes que são difíceis de encontrar online.

## História
O VH1 Smooth foi lançado em 1 de agosto de 1998 como parte do pacote digital "Suite", atrasando a data de lançamento prevista para 31 de julho de 1998. O canal focava em videoclipes de new age, smooth jazz e adult contemporary. O primeiro videoclipe a tocar no canal foi um cover de Makin' Whoopee de Branford Marsalis.
Relançado em 1 de agosto de 1999 como VH1 Classic Rock, o canal apresentava principalmente uma mistura de videoclipes e filmagens de shows de rock e estilo adulto das décadas de 1960 a 1980, embora originalmente incluísse uma ampla gama de gêneros e períodos de tempo. O nome do canal foi rapidamente alterado para VH1 Classic em 2000.
O canal reproduziu inicialmente apenas videoclipes, mas rapidamente se expandiu para uma variada linha de programas com temas musicais. Isso incluiu blocos de videoclipes temáticos (com categorias como Heavy Metal ou música pop da década de 1980), shows completos, documentários musicais como as séries Classic Albums e Behind the Music, filmes musicais (como Purple Rain and The Blues Brothers), e um programa de entrevistas original, That Metal Show. Também retransmitiu programas exibidos no canal matriz VH1, incluindo Pop-Up Video e I Love the '80s.

Logotipo anteriormente utilizado pelo VH1 Classic

De 28 de janeiro a 15 de fevereiro de 2015, o VH1 Classic transmitiu uma maratona de 24 horas por dia em dezenove dias do Saturday Night Live em comemoração ao 40º aniversário do programa. Como resultado, o canal quebrou um record para a maratona mais longa da história da televisão, anteriormente conferido à maratona de doze dias de Os Simpsons no FXX.
Em julho de 2016, a Viacom anunciou que em 1º de agosto, o 35º aniversário de lançamento da MTV, o canal seria renomeada como MTV Classic. A programação do canal continuaria a se concentrar em videoclipes e programas clássicos, incluindo episódios memoráveis de MTV Unplugged e Storytellers, mas focaria no período dos anos 1980 até o início dos anos 2010. A nova programação do canal também incluiu reprises de séries originais da MTV, como o revival de Beavis and Butt-head e Laguna Beach: The Real Orange County. O relançamento do canal ocorreu às 6:00 da manhã com uma retransmissão da primeira hora da MTV no ar, que também foi transmitida pela MTV e online via streaming ao vivo do Facebook, com a insígnia "MTV Hour One" (o canal, como VH1 Classic, já havia transmitido para marcar o 30º aniversário da MTV em 2011).
No final de 2016, o canal era o canal de língua inglesa menos assistido em todos os operadoras de TV por assinatura dos EUA, com média de apenas 30 a 35.000 espectadores em uma noite no horário nobre (um declínio de quase um terço dos números já baixos que o VH1 Classic havia alcançado em 2015), o que provavelmente foi um fator para o canal abandonar rapidamente seu novo formato após apenas cinco meses.

## Programas

### Atuais

#### Blocos de videoclipes
Atualmente, toda a programação listada é composta por blocos automatizados de videoclipes de 6 horas:
| Programa               | Exibição                      |
| ---------------------- | ----------------------------- |
| 120 Minutes            | 8 de agosto de 2016-presente  |
| 90s Nation             | 2 de agosto de 2016-presente  |
| House of Pop           | 3 de agosto de 2016-presente  |
| I Want My 80s          | 4 de agosto de 2016-presente  |
| Metal Mayhem           | 12 de agosto de 2016-presente |
| MTV Classic Videos     | 1º de agosto de 2016-presente |
| Rock Block             | 5 de agosto de 2016-presente  |
| Total Request Playlist | 2 de agosto de 2016-presente  |
| Yo! Hip Hop Mix        | 2 de agosto de 2016-presente  |

#### Premiações
| Title                   | Year(s) airing |
| ----------------------- | -------------- |
| BET Awards              | 2017–presente  |
| MTV Europe Music Awards | 2016–presente  |
| MTV Movie & TV Awards   | 2017–presente  |
| MTV Video Music Awards  | 2016–presente  |